# Tulumella unidens
Espèce
Tulumella unidens est une espèce de crustacés thermosbaenacés de la famille des Tulumellidae.

## Distribution
Cette espèce est endémique du Quintana Roo au Mexique. Elle se rencontre dans les eaux des grottes  Najaron Cenote, Cueva Quebrada, Carwash Cenote, Mayan Blue Cave et Temple of Doom Cenote.

## Description
La femelle holotype mesure 2,9 mm.
La femelle décrite par Wagner en 1994 mesure 2 157 µm.

## Publication originale
- Bowman & Iliffe, 1988 : Tulumella unidens, a new genus and species of thermosbaenacean crustacean from the Yucatan Peninsula, Mexico. Proceedings of the Biological Society of Washington, vol. 101, p. 221-226.